# Paul Becker (Admiral)
Paul Peter Becker (* 23. Mai 1881 in Worms; † 11. September 1963 in Kiel) war ein deutscher Admiralrichter der Kriegsmarine, Musiker und Komponist.

## Leben
Paul Becker war ein Sohn des Studienrates und Professors Fritz Becker.
In seiner Geburtsstadt Worms besuchte Paul Becker das Gymnasium und ging zum Studium der Rechtswissenschaften an die Universität Leipzig, später München und Gießen. Zusätzlich studierte er noch Musik. Von 1889 bis 1895 wurde er in Musiktheorie, am Klavier und am Violoncello ausgebildet. Ab 1900 war er u. a. bei Hermann Kretzschmar und Arthur Prüfer in der Ausbildung und dann ab 1901 bei Ludwig Thuille in München.
Nach Abschluss seines Jurastudiums wurde er Referendar in Mainz. Ab 1911 war er Marine-Gerichtsrat in Kiel. 
Die erste planmäßige Anstellung erhielt er als Leutnant zur See d. R. im Oktober 1913 mit der Ernennung zum Marine-Kriegsgerichtsrat am 30. Oktober 1913. 
Ab 1920 war Becker Musikreferent bei der Kieler Zeitung, wechselte später aber zur Reichsmarine. Hier war er 1931 bei den Aufklärungsstreitkräften in Kiel.
Von Oktober 1936 an war er in der Kriegsmarine als Marine-Oberkriegsgerichtsrat amtierender Richter bei der Marinestation der Ostsee. Im Oktober 1942 wurde er, nachdem er schon zum Marine-Oberstkriegsgerichtsrat befördert worden war, hier Chefrichter. Von Februar 1943 bis März 1944 war er verantwortlicher Richter beim Kommandierenden Admiral Kanalküste und war dann bis Kriegsende am Gericht des II. Admirals der Nordsee.
1949 sagte Becker beim Prozess gegen den ehemaligen Marinerichter Karl-Heinrich Hagemann aus, welcher den U-Boot-Kommandanten Oskar Kusch 1944 zum Tode verurteilt hatte.
Ab 1954 war er als Komponist und Musiker aktiv.
Becker war Träger des Kaiserlich Türkischen Eisernen Halbmonds.

## Werke als Komponist (Auswahl)
- Das Tonwort und seine Anwendung im ersten Unterricht. Vieweg, Berlin, 1934.
- Zeit und Ewigkeit: der Mensch lebt und bestehet. Chor-Partitur, Tonger, Rodenkirchen, 1958.
- Wach auf, mein Herzens Schöne! Chor-Partitur, Tonger, Rodenkirchen, 1959.
- Ave Maria: Ave Maria, gratia plena, so grüßte der Engel. Chor-Partitur, Tonger, Rodenkirchen, 1962.